# Ludwig Simon (Schauspieler)

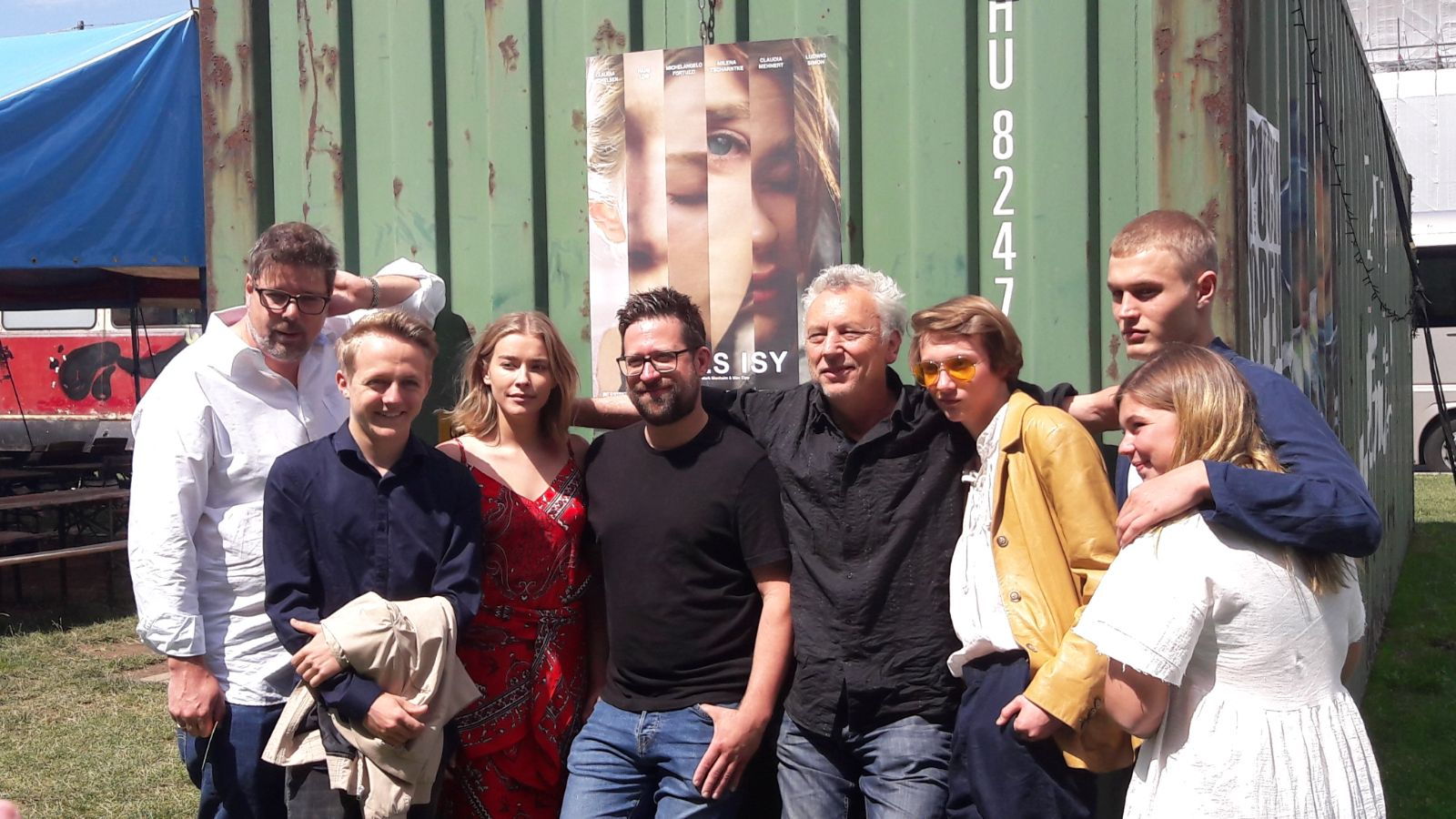
Ludwig Simon (rechts) mit dem Cast des Films Alles Isy beim Filmfest München 2018

Ludwig Simon (* 22. Dezember 1996, nach überwiegenden Angaben 1997) ist ein deutscher Schauspieler.

## Leben
Ludwig Simon ist der Sohn der Schauspieler Maria Simon und Devid Striesow.
Schon als Kind stand er in kleineren Rollen vor der Kamera. Eine erste handlungstragende Rolle übernahm er in der ZDF-Serie Flemming (Erstausstrahlung: August 2011). In einer Episodenrolle verkörperte er Timu Seddler, den Sohn eines sexsüchtigen Patienten des Therapeuten Vince Flemming (Samuel Finzi), der die Wahrheit vertuschen will, indem er Flemming aus dem Weg räumt.
Von seiner Mutter, die in der Fernsehreihe Polizeiruf 110 die Rolle der Kriminalhauptkommissarin Olga Lenski spielt, erfuhr er, dass für eine neue Folge des Polizeirufs viele jugendliche Rollen zu besetzen seien. Er ging zum Casting und wurde daraufhin für den Polizeiruf 110: Hexenjagd (Erstausstrahlung: Dezember 2014) besetzt. Er spielte den Schüler Tobias Lubkoll, einen Zehntklässler, der einen Rohrbomben-Anschlag im Lehrerzimmer geplant hat.
Im Saarbrücker Tatort: Söhne und Väter (Erstausstrahlung: Januar 2017) war er an der Seite seines leiblichen Vaters Devid Striesow zu sehen. Er übernahm die Rolle des bei seiner Mutter an der Ostsee lebenden Sohns des Kriminalhauptkommissars und Polizeiermittlers Jens Stellbrink, der seinen Vater zwei Jahre nicht gesehen hat und zu ihm kommt, um bei ihm zu wohnen. Im zweiten und dritten Teil der ARD-Fernsehreihe Die Eifelpraxis (Erstausstrahlung: Januar, Februar 2017) übernahm er eine der Hauptrollen. Er spielte den 17-jährigen Felix Leitner, der aufgrund einer Störung der Knochenmarkfunktionen an einer Blutkrankheit leidet und zudem erfahren muss, dass der Mann, den er für seinen Vater hielt, nicht sein leiblicher Vater ist.
In der ZDF-Fernsehreihe Spreewaldkrimi spielte er in der Folge Spreewaldkrimi – Spiel mit dem Tod (2017) in mehreren Rückblendenszenen den jungen Thorsten Krüger. Weitere Episodenrollen übernahm er in Bettys Diagnose (2017; als Skater Paul Gebhardt) und Der Kriminalist (2017; als jugendliches Unfallopfer und Organspender Christian Raspe). Im Mai 2017 war er in der ZDF-Serie Letzte Spur Berlin ebenfalls in einer Episodenhauptrolle zu sehen; er spielte den pubertierenden Teenager Phillip Blonski, den Sohn eines verschwundenen Kontaktbereichsbeamten. 
In der TV-Reihe Der Zürich-Krimi übernahm Simon in der Folge Borchert und die Macht der Gewohnheit (Erstausstrahlung: Februar 2018) eine der Hauptrollen, den unter Mordverdacht stehenden Kleinkriminellen Tim Ritter. In der von Sherry Hormann inszenierten TV-Tragikomödie Wir lieben das Leben, die im April 2018 im ZDF erstausgestrahlt wurde, spielte Simon neben Gustav Schmidt, Mohamed Issa, Melina Fabian und Valerie Stoll einen der Mittelstufenschüler, die unter Anleitung einer engagierten Lehrerin ein Lied von Vicky Leandros für eine Schulaufführung einstudieren. In der Schülerkomödie Meine teuflisch gute Freundin, die im Juni 2018 in den deutschen Kinos startete, war er an der Seite von Emma Bading als „Schulrebell“ und „cooler Skaterknabe“ Samuel zu sehen. Im Fernsehfilm Alles Isy (2018) übernahm er die Rolle des siebzehnjährigen Lenny, der seine Freunde Jonas und Martin zur Vergewaltigung der Titelheldin Isy anstiftet. 
In der 2. Staffel der TV-Serie Charité (2019) verkörperte Simon den jungen Soldaten Lohmann, der unter Verdacht steht, sich seine Schussverletzung selbst beigebracht zu haben, und in einem Verfahren wegen Wehrkraftzersetzung zum Tode verurteilt wird. 2019 spielte er in der Netflix-Originalserie Wir sind die Welle die Hauptfigur Tristan, die in der fiktiven Stadt Meppersfeld eine Gruppe Jugendlicher rekrutiert, um einen Anschlag auf eine Waffenfabrik durchzuführen. Für die ZDF-Reihe „Märchenperlen“ spielte er in der stark bearbeiteten und dramaturgisch gestrafften Neuverfilmung des Grimm-Klassikers Schneewittchen und der Zauber der Zwerge (2019) den schönen Prinzen Kilian, der mit Schneewittchen (Tijan Marei) sein Glück findet.
In der Netflix-Produktion Der Parfumeur (2022) spielte er an der Seite von Emilia Schüle den charismatischen Parfumeur Dorian ein, der wie besessen an einem neuen Parfum, das sein Meisterstück werden soll, arbeitet. Im Tatort: Murot und das 1000-jährige Reich (2024) war er neben Ulrich Tukur als junger Wehrmachtsoffizier, Polizeiadjutant und gesuchter Kriegsverbrecher Hagen von Strelow zu sehen. In dem Historienfilm Bach – Ein Weihnachtswunder (2024) übernahm er an der Seite seines Vaters Devid Striesow die Rolle von Johann Sebastian Bachs Sohn Carl Philipp Emanuel Bach.
In der zweiten Staffel der WDR-Mystery-Serie Forever Club sprach er zum ersten Mal eine Hauptrolle im Hörspiel-Genre und ist auch auf dem Cover zu sehen.
Simon spielt Klavier, Schlagzeug und Gitarre. Er lebt in Berlin.

## Filmografie
- 2011: Flemming (Fernsehserie; Folge: Sexsüchtig)
- 2014: Göttliche Funken (Fernsehfilm)
- 2014: Polizeiruf 110: Hexenjagd (Fernsehreihe)
- 2016: Binny und der Geist (Fernsehserie; Folge: Einbruch in der Schule)
- 2016: Spreewaldkrimi – Spiel mit dem Tod (Fernsehreihe)
- 2017: Tatort: Söhne und Väter (Fernsehreihe)
- 2017: Die Eifelpraxis – (Fernsehreihe; zwei Folgen)
- 2017: Bettys Diagnose (Fernsehserie; Folge: Ich sehe was, was du nicht siehst)
- 2017: Der Kriminalist (Fernsehserie; Folge: Hochrisiko)
- 2017: Letzte Spur Berlin (Fernsehserie; Folge: Sheriff)
- 2017: Babylon Berlin (Fernsehserie)
- 2018: Der Zürich-Krimi: Borchert und die Macht der Gewohnheit (Fernsehreihe)
- 2018: Wir lieben das Leben (Fernsehfilm)
- 2018: Meine teuflisch gute Freundin (Kinofilm)
- 2018: Alles Isy (Fernsehfilm)
- 2018: Beat (Fernsehserie)
- 2019: Charité (Fernsehserie)
- 2019: Der Fall Collini (Kinofilm)
- 2019: Wir sind die Welle (Fernsehserie, Netflix)
- 2019: Im Niemandsland (Kinofilm)
- 2019: Schneewittchen und der Zauber der Zwerge (Fernsehfilm)
- 2019: Freies Land (Kinofilm)
- 2021: Tatort: Luna frisst oder stirbt (Fernsehreihe)
- 2021: Blackout (Fernsehserie)
- 2022: Das Haus der Träume (Fernsehserie)
- 2022: Der Parfumeur (Fernsehfilm, Netflix)
- 2024: Tatort: Murot und das 1000-jährige Reich (Fernsehreihe)
- 2024: Bach – Ein Weihnachtswunder (Fernsehfilm)

## Hörspiel
- 2025: Forever Club von Jette Volland, zweite Staffel mit 10 Folgen, WDR[24]